# 多項生理睡眠檢查
睡眠多項生理檢查（英語：Polysomnography）又稱多导睡眠记录，缩写为PSG，是睡眠醫學、睡眠障礙、打鼾、癲癇、睡眠呼吸中止症等，有關睡眠的疾病當中，最常被安排進行的標準生理診斷方法。多項生理檢查顧名思義，需要透過多種儀器的配合，方能進行檢查的綜合診斷方法。
適用於睡眠多項生理檢查的患者，通常由耳鼻喉科、胸腔內科、精神病學等科別的醫生判斷，認為患者需要安排該項生理檢查，例如：呼吸中止症的疑似病患，可以從頸部外觀、喉部直徑、頸部肌肉等條件，當作考慮的施行對象 。此項檢查需要在醫院的病房中進行，患者留宿於醫院（通常有專門的睡眠中心），由醫生、睡眠技師（呼吸治療師、醫檢師等），在病患身上裝置多種紀錄儀器，以每30秒為一個單位，紀錄6-8個小時的睡眠數據，以6小時為例的檢查時間，就會有720份的檢查紀錄單位，經由檢查之後所取得的睡眠紀錄，再由醫生進行診斷，確認病患的相關疾患。

## 測量儀器

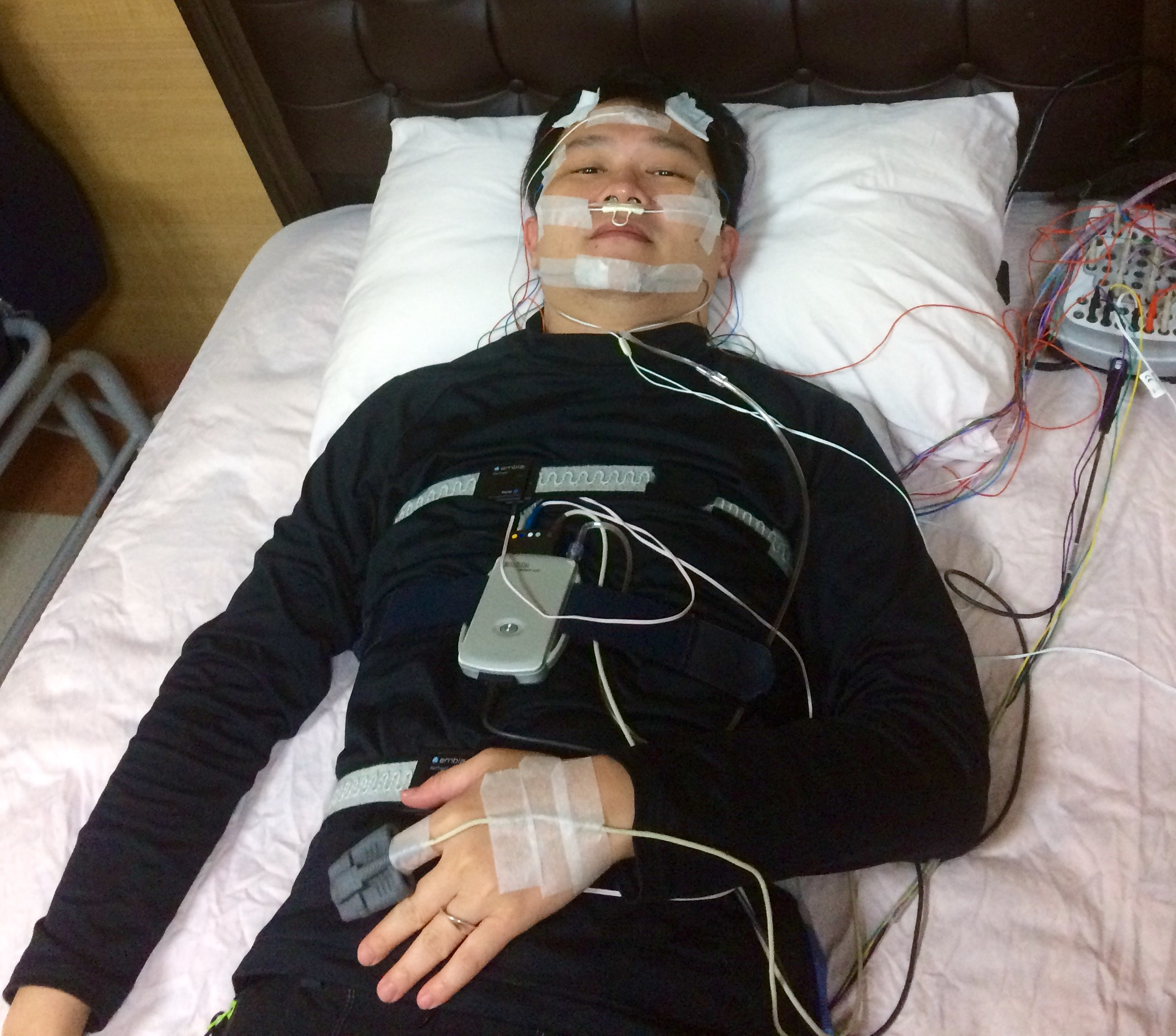
睡眠多項生理檢查受測者所安裝的儀器

睡眠多項生理檢查的檢查是綜合類型的檢查方法，因此受檢者身上會安裝多種儀器的偵測電極，當中所包含的項目有：
- 腦波圖（EEG）：利用電極貼片，在腦部貼上多個腦部電極貼片，這些貼片會記錄睡眠的各個階段（非快速動眼睡眠的N1、N2、N3及快速動眼期），除了可以知道睡眠的進入階段以外，對於癲癇、記憶喪失或腦損傷等腦部疾病，在腦波圖當中都能進行數據紀錄，以提供醫生作為病症判斷。
- 肌電圖（EMG）：使用四個電極貼片，在下巴貼上兩個、兩腿上各貼一個，主要是監測肌肉的張力，在睡眠時肌肉張力會明顯下降，由此可以佐證睡眠的發生情況。另外某些睡眠腿部異常抽動的「週期性肢體運動障礙」（PLMD），也可以在肌電圖的紀錄當中，發現異常的抽動訊號。
- 心電圖（ECG / electrocardiography）：在典型的心電圖測試當中，可能會使用到十個電極貼片，但是在睡眠多項生理檢查的時候，最多只會使用2-3個電極貼片，主要貼在受測者兩側的肋骨位置。這幾個電極貼片會記錄心臟的活動情形，分別有T波、P波及QRS波。
- 眼動圖（英语：Electrooculography）（EOG）：將兩個測試電極貼片，貼在兩眼外角的位置，紀錄角膜和視網膜的電位差，如此一來可以知道甚麼時間發生快速動眼期，藉以判斷睡眠現象的過程記錄
- 血氧饱和度（SaO2 Saturation）及脈搏（Pulse）：夾住病患的手指，以波長為660nm的紅光和波長為940nm的紅外線，同時紀錄病人的脈搏和血氧濃度狀態。
- 胸腹呼吸動作（Thoracic Abdominal Effort）：在胸部及腹部兩處，分別繫上兩條束帶，在睡眠狀態當中，束帶的鬆緊狀態，會以數據方式記錄病人的呼吸情形。
- 口鼻呼吸氣流（Nasal - oral Air Flow）：在受測者的鼻孔處，安裝兩條氣流強度偵測管，藉以了解受測者的鼻部呼吸情況。

## 睡眠中心

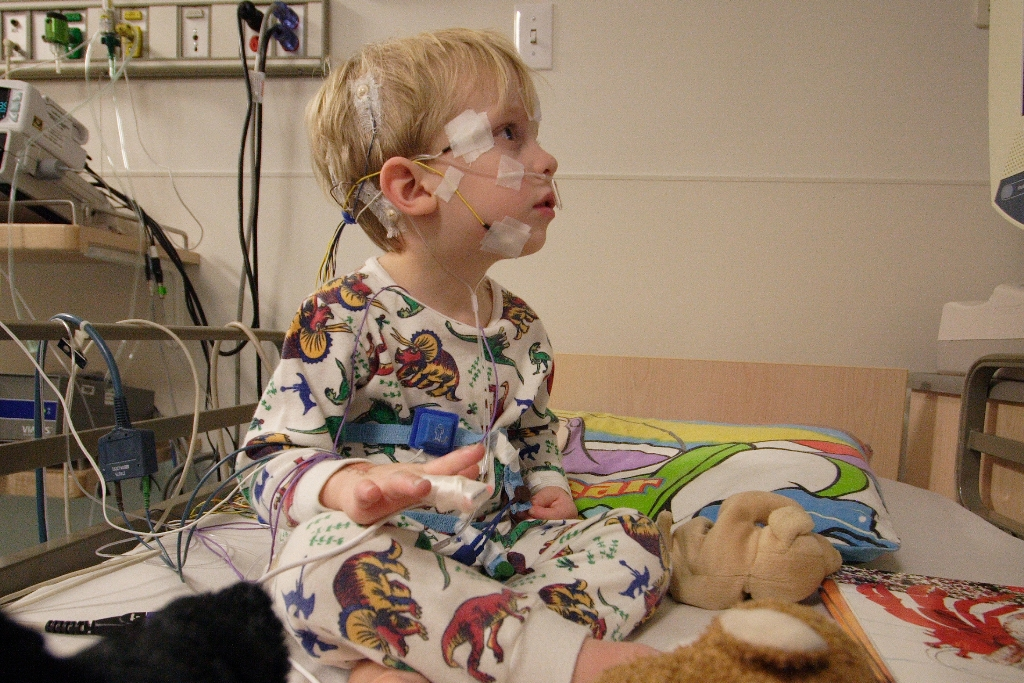
疑似發生呼吸中止症的幼兒，接受睡眠多項生理檢查

由於睡眠發生的時段在夜間，因此進行睡眠多項生理檢查時，需要留宿於醫院一個晚上，為期6-8小時的睡眠紀錄，而且需要全程配有專業睡眠檢查的人員或醫生。因此如果對於自己的睡眠有所疑問，可以洽詢耳鼻喉科、胸腔內科、精神病學的醫生以及睡眠技師（呼吸治療師）等，或者是睡眠中心。